# Isocrita eremasta
Isocrita eremasta är en fjärilsart som beskrevs av Edward Meyrick 1914. Isocrita eremasta ingår i släktet Isocrita och familjen praktmalar, Oecophoridae. Inga underarter finns listade i Catalogue of Life.